# Ганна Кемпбелл-Пегг
Ганна Кемпбелл-Пегг (англ. Hannah Campbell-Pegg; нар.24 червня 1982, м. Сідней, Австралія) — австралійська саночниця, яка виступає в санному спорті на професійному рівні з 2004 року. Є старожилом національної команди, як учасник зимових Олімпійських ігор в одиночних змаганнях в 2006 році посіла 23 місце (це її найбільший міжнародний успіх). На світових форумах саночників значних успіхів не здобувала (перебувала зазвичай на межі другого-третього десятків), лише в передолімпійському сезоні в 2009 році на Чемпіонаті Європи посіла п'ятнадцяте місце й кваліфікувалася на Олмпіаду.